# أوليفر هيرشبيغل
أوليفر هيرشبيغل (ولد في 29 ديسمبر 1957)  هو مُخرج أفلام ألماني. تشمل أعماله تجربة داس والفيلم المُرشح للأوسكار «السقوط».

## الحياة والوظيفة
وُلد هيرشبيغل في هامبورغ، ألمانيا. بعد تخرجه من والدورف، درس هيرشبيغل فنون الرسم والجرافيك، ثم السينما في جامعة هامبورغ للفنون الجميلة. في عام 1986، أخرج فيلمه الأول، فيلم Das Go! Projekt ، وقام بكتابة سيناريو الفيلم. أصبح مخرجًا تلفزيونيًا ناجحًا، حيث قام بإخراج العديد من حلقات سلسلة تاتورت والمفتش ريكس. كان أول إصدار مسرحي له هو فيلم التجربة Das Experiment الذي تم استقباله جيدًا.
في عام 2004، جذب انتباه العالم أجمع في فيلم السقوط (الذي صدر في الدول الناطقة بالإنجليزية تحت اسم Downfall)، من أنتاج بيرند إيتشنجر. وهو يروي الأيام الأخيرة لأدولف هتلر، وأثار جدلاً واسع النطاق في ألمانيا حول تصوير القادة النازيين. حقق الفيلم نجاحًا نقديًا وتجاريًا، حيث فاز بالعديد من الجوائز وترشيحًا لجائزة الأوسكار لأفضل فيلم أجنبي. أصبح مشهد واحد من الفيلم هو الأساس لظاهرة السخرية واسعة الانتشار. قبل إخراج الفيلم، عُرض عليه دور المخرج لفيلم بلايد: ترينيتي.
أخرج أول فيلم سينمائي له في هوليوود The Invasion ، والذي أعاد المخرج الأسترالي جيمس ماكتيج تصويره جزئيًا، بناءً على طلب الاستوديو.
أخرج هيرشبيغل فيلم السيرة الذاتية لديانا، عن ديانا ، أميرة ويلز، والذي صدر في سبتمبر 2013. تلعب الممثلة نعومي واتس دور البطولة.
تم اختيار فيلمه 13 دقيقة - 13 Minutes ليتم عرضه خارج المنافسة في مهرجان برلين السينمائي الدولي الخامس والستين.
أورس شقيق أوليفر هو مساعد مخرج ومنتج.

## فيلموغرافيا
- الحكم Das Urteil (1997 film) (Das Urteil (1997)) (1997, TV film)
- تجربة داس (2001)
- السقوط (2004)
- Ein ganz gewöhnlicher Jude (film) [الألمانية]
 (2005)
- الغزو (2007)
- خمس دقائق من الجنة (2009)
- ديانا (2013)
- 13 دقيقة (2015)

## الجوائز

### فاز
- 1998 جائزة RTL الأسد الذهبي، أفضل إخراج لفيلم أو مسلسل تلفزيوني عن «الحكم» و «محتال».
- 1998 جائزة أدولف جريم، جائزة الجمهور من "Marl Group" عن الحكم
- 1999 جائزة الفيلم البافاري لإخراج أعداء مميتين - القرار الخاطئ
- 2001 جائزة جمهور مهرجان بيرغن السينمائي الدولي عن «التجربة»
- 2001 جائزة الفيلم البافاري، أفضل إخراج للتجربة
- 2001 أفضل مخرج في مهرجان مونتريال السينمائي العالمي، «التجربة»
- 2002 مهرجان اسطنبول السينمائي الدولي، جائزة اختيار الجمهور «التجربة»
- فيلم جوائز بامبي لعام 2004 - وطني، «السقوط»
- 2005 جائزة الجمهور لجوائز الفيلم البافاري عن فيلم «السقوط»
- 2005 جوائز أماندا أفضل فيلم أجنبي طويل (Årets utenlandske kinofilm)، «السقوط»
- جائزة بوديل لعام 2006 أفضل فيلم غير أمريكي (فيلم Bedste ikke-amerikanske)، «السقوط»
- 2006 مسابقة مهرجان فجر السينمائي الدولي - أفضل إنجاز تقني أو فني، «السقوط»
- 2006 جائزة روبرت لأفضل فيلم غير أمريكي (فيلم rets ikke-amerikanske)، «السقوط»
- جائزة Prix Europa الخاصة لعام 2009 - الخيال التلفزيوني "Five Minutes of Heaven"
- جائزة الإخراج في مهرجان صندانس السينمائي 2009، السينما العالمية، درامي - «خمس دقائق من الجنة»

### الترشيحات
- 1998 جائزة أدولف جريم أدولف جريم خيال / ترفيه - «الحكم»
- 2001 جائزة الجمهور لجوائز الفيلم الأوروبي، أفضل مخرج، «التجربة»
- 2003 الجائزة الكبرى لمهرجان باريس السينمائي، «التجربة»
- 2005 أفضل فيلم في مهرجان مار ديل بلاتا السينمائي، «السقوط»
- جائزة الأوسكار 2005 أفضل فيلم بلغة أجنبية للعام.
- جوائز غويا لعام 2006 أفضل فيلم أوروبي (Mejor Película Europea)، «السقوط»
- جائزة جمعية نقاد السينما الأرجنتينية لعام 2006 أفضل فيلم أجنبي، ليس باللغة الإسبانية، «السقوط»
- جائزة لجنة التحكيم الكبرى في مهرجان صندانس السينمائي لعام 2009، السينما العالمية - درامي، «خمس دقائق من الجنة»
- 2010 جوائز نقابة الصحافة الإذاعية جائزة نقابة الصحفيين، أفضل دراما فردية - «خمس دقائق من الجنة»

## روابط خارجية
- أوليفر هيرشبيغل على موقع IMDb (الإنجليزية)
- أوليفر هيرشبيغل على موقع مونزينجر (الألمانية)
- أوليفر هيرشبيغل على موقع ألو سيني (الفرنسية)
- أوليفر هيرشبيغل على موقع ميوزك برينز (الإنجليزية)
- أوليفر هيرشبيغل على موقع أول موفي (الإنجليزية)
- أوليفر هيرشبيغل على موقع قاعدة بيانات الأفلام السويدية (السويدية)
- أوليفر هيرشبيغل على موقع ديسكوغز (الإنجليزية)
- أوليفر هيرشبيغل على موقع قاعدة بيانات الفيلم (الإنجليزية)
- أوليفر هيرشبيغل على موقع كينوبويسك (الروسية)